# رادیکال تودرتو
رادیکال تودرتو، رادیکال مسلسل یا رادیکال مرکب در جبر عبارت است از ریشهٔ عبارتی که در خودش یک یا چند عبارت رادیکالی دارد؛ مانند:
{\displaystyle {\sqrt {5-2{\sqrt {5}}\ }},}
یا به صورت پیچیده‌تر:
{\displaystyle {\sqrt[{3}]{2+{\sqrt {3}}+{\sqrt[{3}]{4}}\ }}.}

## حذف رادیکال
برخی رادیکال‌های تو در تو را می‌توان ساده‌تر کرد و از حالت تو در تو خارج کرد؛ مانند:
{\displaystyle {\sqrt {3+2{\sqrt {2}}}}=1+{\sqrt {2}}\,,}
{\displaystyle {\sqrt {5+2{\sqrt {6}}}}={\sqrt {2}}+{\sqrt {3}},}
{\displaystyle {\sqrt[{3}]{{\sqrt[{3}]{2}}-1}}={\frac {1-{\sqrt[{3}]{2}}+{\sqrt[{3}]{4}}}{\sqrt[{3}]{9}}}\,.}
البته گاهی می‌توان فرض کرد که یک رادیکال تو در تو برابر است با مجموع دو ریشه:
{\displaystyle {\sqrt {a\pm b{\sqrt {c}}\ }}={\sqrt {d}}\pm {\sqrt {e}}.}
با به توان دو رساندن دو طرف تساوی خواهیم داشت:
{\displaystyle a\pm b{\sqrt {c}}=d+e\pm 2{\sqrt {de}}.}
اگر فرض کنیم:
{\displaystyle a=d+e,}
آنگاه داریم:
{\displaystyle d=a-e,}
{\displaystyle e=a-d.}
و
{\displaystyle b{\sqrt {c}}=2{\sqrt {de}},}
با بتوان دو رساندن دو طرف داریم:
{\displaystyle b^{2}c=4de.}
حال e را جایگزین می‌کنیم:
{\displaystyle b^{2}c=4(a-d)d=4ad-4d^{2}.}
حال عبارت به صورت یک اتحاد درآمد پس خواهیم داشت:
{\displaystyle 4d^{2}-4ad+b^{2}c=0,}
{\displaystyle d={\frac {a\pm {\sqrt {a^{2}-b^{2}c}}}{2}}.}
از آنجایی که a = d+e است پس d و e خواهند بود:
{\displaystyle d={\frac {a+{\sqrt {a^{2}-b^{2}c}}}{2}},}
و
{\displaystyle e={\frac {a-{\sqrt {a^{2}-b^{2}c}}}{2}}.}
روشی که در بالا گفته شد تنها در حالات خاصی که {\displaystyle {\sqrt {a^{2}-b^{2}c}}} حاصل گویا داشته باشد درست است.

## برخی از اتحادهای رامانوجان
سرینیواسا رامانوجان، ریاضیدان مشهور هندی، تعدادی از اتحادهای جالب شامل رادیکال های مرکب را اثبات کرد. از جمله:
{\displaystyle {\sqrt[{4}]{\frac {3+2{\sqrt[{4}]{5}}}{3-2{\sqrt[{4}]{5}}}}}={\frac {{\sqrt[{4}]{5}}+1}{{\sqrt[{4}]{5}}-1}}={\tfrac {1}{2}}\left(3+{\sqrt[{4}]{5}}+{\sqrt {5}}+{\sqrt[{4}]{125}}\right),}
{\displaystyle {\sqrt {{\sqrt[{3}]{28}}-{\sqrt[{3}]{27}}}}={\tfrac {1}{3}}\left({\sqrt[{3}]{98}}-{\sqrt[{3}]{28}}-1\right),}
{\displaystyle {\sqrt[{3}]{{\sqrt[{5}]{\frac {32}{5}}}-{\sqrt[{5}]{\frac {27}{5}}}}}={\sqrt[{5}]{\frac {1}{25}}}+{\sqrt[{5}]{\frac {3}{25}}}-{\sqrt[{5}]{\frac {9}{25}}},}
و
{{{\displaystyle {\sqrt[{3}]{\ {\sqrt[{3}]{2}}\ -1}}={\sqrt[{3}]{\frac {1}{9}}}-{\sqrt[{3}]{\frac {2}{9}}}+{\sqrt[{3}]{\frac {4}{9}}}.\quad }